# Филлипс (округ, Колорадо)
Фи́ллипс (англ. Phillips County) — округ в штате Колорадо, США.

## Описание
Округ, прямоугольной формы размером примерно 52 на 34 километра, расположен в северо-восточной части штата, с востока граничит с Небраской, с остальных сторон — с другими округами Колорадо. Назван в честь Р. О. Филлипса, секретаря «Земельной компании Линкольна», занимавшегося продажей усадьб в регионе. Столица и крупнейший город округа — Хольок (Holyoke). Открытые водные пространства занимают 0,31 км², что составляет 0,02% от общей площади округа в 1781,2 км².

## История
Округ был образован 27 марта 1889 года путём отделения юго-восточной части округа Логан.

## Демография
Население
- 1890 год — 2642 жителя
- 1900 — 1583
- 1910 — 3179
- 1920 — 5499
- 1930 — 5797
- 1940 — 4948
- 1950 — 4924
- 1960 — 4440
- 1970 — 4131
- 1980 — 4542
- 1990 — 4189
- 2000 — 4480
- 2010 — 4442[3]
- 2011 — 4399[3]
- 2020 — 4530
- 2023 — 4476

Расовый состав (2010)
- белые — 93 %
- афроамериканцы — 0,2 %
- коренные американцы — 0,3 %
- азиаты — 0,4 %
- прочие расы — 4,7 %
- две и более расы — 1,4 %
- латиноамериканцы (любой расы) — 11,8 %